# Стрелка (сёги)
Стрелка (яп. 香車 кё:ся, «ароматная колесница»), кратко кё: (яп. 香) — фигура в сёги.

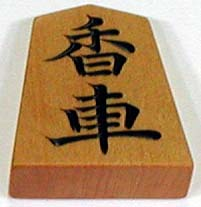
Стрелка (копьё, пика).

Обозначение в европейской нотации: L.

## Название
Из всех фигур сёги стрелка имеет в русском языке, пожалуй самое неустоявшееся название:
собственно «стрелка» (иногда «стрела», «стрело́к»), «копьё» (яп. 槍,やり яри), «пика». Для однозначности в статье используется первый из этих вариантов.

## Начальное расположение
В начальной расстановке фигур в классических сёги у каждого из противников имеется по 2 стрелки, расположенных по углам: у чёрных — на полях 1i и 9i, у белых — на 1a и 9a.

## Правила хода
Ходит только прямо вперёд, на любое число полей. Перепрыгивать через фигуры не может. Таким образом, в начальной позиции стрелка может сделать лишь один ход: шагнуть на поле вперёд, так как идти далее ей мешает своя же пешка.

## Ценность
Ценность стрелки (если считать ценность пешки за 1), согласно мнению различных сёгистов, равна:
- 3 (Томохидэ Кавасаки, 4 любительский дан[4] и Митио Ариёси, 9-й профессиональный дан[5]),
- 4 (Ларри Кауфман, 5 дан ФЕСА[1]),
- 5 (Кодзи Танигава, 17-й пожизненный мэйдзин[4])
- 6 (Ясумицу Сато, 4-й пожизненный кисэй[4])

## Переворот

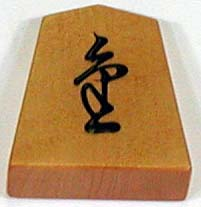
Перевёрнутая стрелка

При ходе на 9-ю, считая от ходящего, горизонталь стрелка обязана (а при ходе на 7-ю или 8-ю — может, по желанию) перевернуться.
Обозначение перевёрнутой стрелки в европейской нотации: +L.
На самой фигуре начерчен один из скорописных вариантов иероглифа 金 («золото»).
На диаграммах перевёрнутая стрелка (яп. 成香 нари-кё:) иногда обозначается иероглифом 杏.
Ходит перевёрнутая стрелка так же, как золото, и обратно перевернуться уже не может. Но тот, кто её съест, получит в руку обычную стрелку.

### Ценность перевёрнутой стрелки
Ценность перевёрнутой стрелки (если считать ценность пешки за 1), согласно мнению различных сёгистов, равна:
- 6 (Митио Ариёси, 9-й профессиональный дан[5])
- 9 (Ларри Кауфман, 5-й дан ФЕСА[1])
- 9-10 (Кодзи Танигава, 17-й пожизненный мэйдзин[4])

## Пословицы
- Сбрасывай стрелку на нижнюю горизонталь (то есть как можно ближе к себе)[6]
- Перед игрой проверь положение стрелок (то есть, внимательно проверяй правильность расстановки всех фигур).

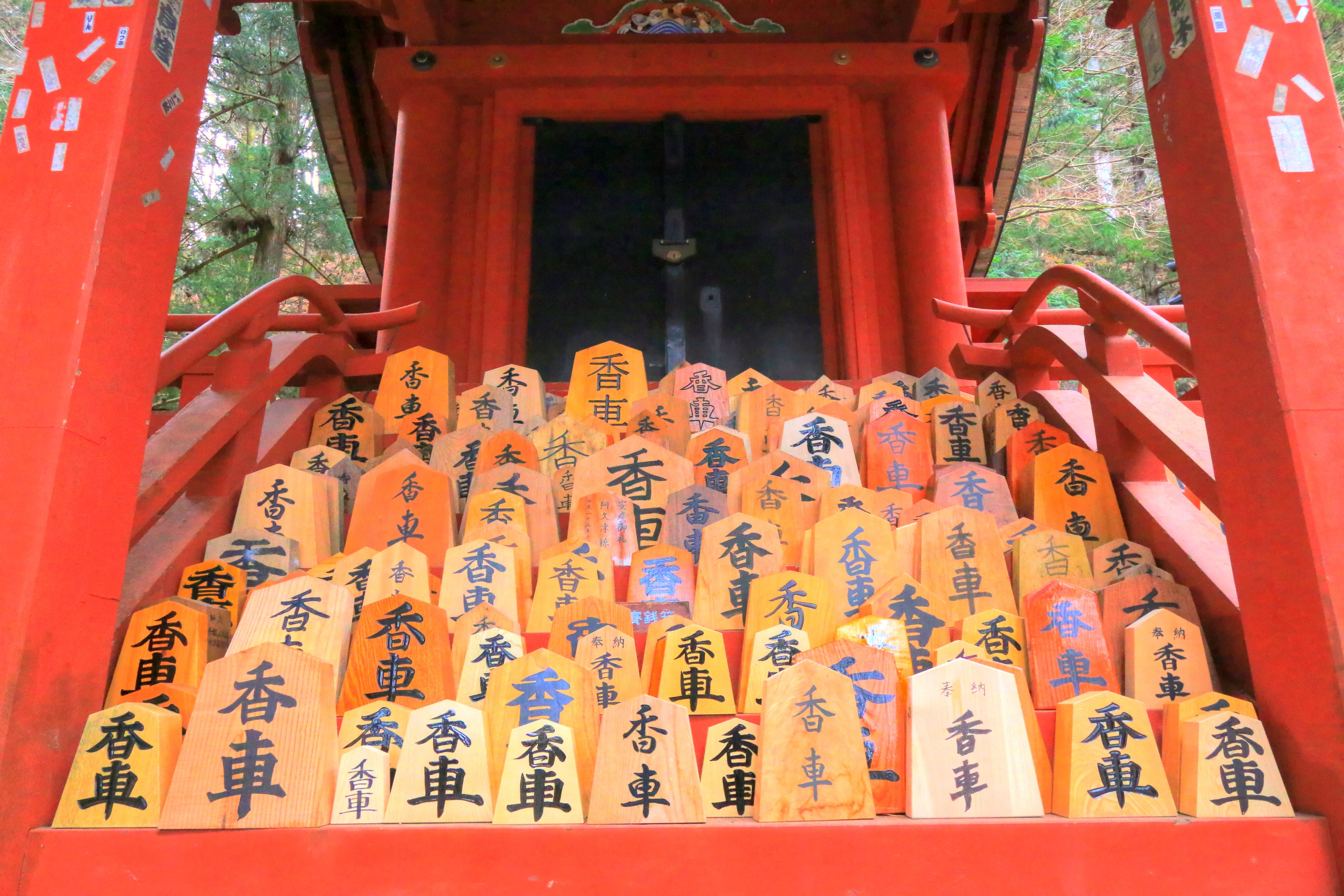
Павильон храмовых стрелок сёги в храме Ринно-дзи.

## Любопытные факты
- В некоторых святилищах Японии есть «павильоны стрелок», стрелки из которых берут напрокат при беременности: по народному поверью, стрелка олицетворяет молитву, чтобы ребёнок при родах «прошёл прямо», как ходит стрелка, и вырос стройным, большим, и богатым (ведь стрелка превращается в золото). После благополучных родов стрелку возвращают святилищу и одновременно изготавливают «стрелку новорождённого» с его именем на обратной стороне, которую тоже оставляют в павильоне. Такой павильон есть, например, в храме Ринно-дзи[7].

- Стрелка присутствует в большинстве вариантов сёги. Почти повсюду она ходит так же, но переворачивается во многих вариантах иначе: в тю сёги, дай сёги, тэндзику сёги и тайкёку сёги — в белую лошадь[яп.], а в киото сёги она при каждом ходе переворачивается в токина, который в свою очередь при каждом ходе переворачивается в стрелку, образуя с нею дуальную фигуру «киото», которая и дала название этой игре.